# Isocentris barnsalis
Isocentris barnsalis là một loài bướm đêm trong họ Crambidae.